# Saint-Gervais (ville de Genève)
Pour les articles homonymes, voir Saint-Gervais.
Saint-Gervais est un quartier de la ville de Genève (Suisse) situé sur la rive droite du Rhône. D'abord berceau historique de l'industrie horlogère genevoise, le quartier de Saint-Gervais est aujourd'hui un des centres économiques de la Ville de Genève.

## Géographie
Le quartier de Saint-Gervais est délimité par le boulevard James-Fazy, la place des 22-Cantons, la rue de Chantepoulet, la rue du Mont-Blanc et la berge du Rhône,  quai des Bergues, quai Turrettini. Il constituait, avec le secteur Cité-centre la vieille ville médiévale fortifiée. Associé à Chantepoulet, le quartier de Saint-Gervais fait aujourd’hui partie des quatre quartiers du secteur administratif Genève-Cité.

## Histoire
Le site de Saint-Gervais montre des traces d'occupation humaine dès le Néolithique. Un lieu de culte est installé au Ier siècle av. J.-C. à l'endroit où se trouve l'actuel Temple de Saint-Gervais. Le premier édifice chrétien, consacré aux saints Gervais et Protais, est construit à cet emplacement au IVe siècle, à la suite d'un incendie qui mène à une restructuration de la localité.
Le bourg de Saint-Gervais est, jusqu'au XIIIe siècle, une entité indépendante de la cité de Genève.
Le bourg est rattaché à la ville de Genève au XIIIe siècle. Celle-ci est alors sous la juridiction de son évêque, qui possède à Saint-Gervais des domaines agricoles. Le quartier est définitivement incorporé à Genève lors de l'autonomie de celle-ci en 1526, et inclus dans l'enceinte des remparts qui sont construits à cette époque. Situé de l'autre côté du Rhône et uniquement relié au reste de la ville par les ponts de l'Ile, le quartier conserve une identité propre et un caractère campagnard. Il se densifie fortement avec l'arrivée de réfugiés protestants au XVIe siècle puis au XVIIe siècle. L'urbanisme se développe alors verticalement avec l'ajout d'étages supplémentaires aux bâtiments existants. Aux XVIIe  et  XVIIIe siècles, Saint-Gervais devient un important quartier artisanal, notamment horloger : les cabinotiers exercent jusqu'à quarante-six professions liées à la " fabrique ".
La destruction des remparts à partir de 1850 et l'aménagement de la ceinture fazyste ouvrent le quartier sur les voies environnantes et entraînent sa réorganisation spatiale. Au cours du XXe siècle, plusieurs grands projets immobiliers viennent remplacer les anciennes habitations jugées vétustes et modifier profondément la physionomie de ce quartier populaire : l’Hôtel du Rhône (1948), Mont-Blanc Centre (1952) et les Terreaux-du-Temple (1953), et enfin la Placette en 1959. Ce dernier projet soulève l'opposition des Genevois car il implique de détruire de nombreux logements modestes, dont l'immeuble où Jean-Jacques Rousseau a passé une partie de son enfance. C'est pour commémorer ce séjour de l'écrivain qu'une fresque monumentale de Hans Erni, représentant un épisode raconté par Rousseau dans la Lettre à d'Alembert, est installée sur la façade du bâtiment donnant sur la rue de Coutance. À la fin du XXe siècle enfin, le quartier de Saint-Gervais devient un haut lieu de la culture squat genevoise, notamment avec la réhabilitation par les squatters des immeubles à l'abandon de la rue Lissignol.

## Architecture et Urbanisme

### Rues, places

#### Époque médiévale

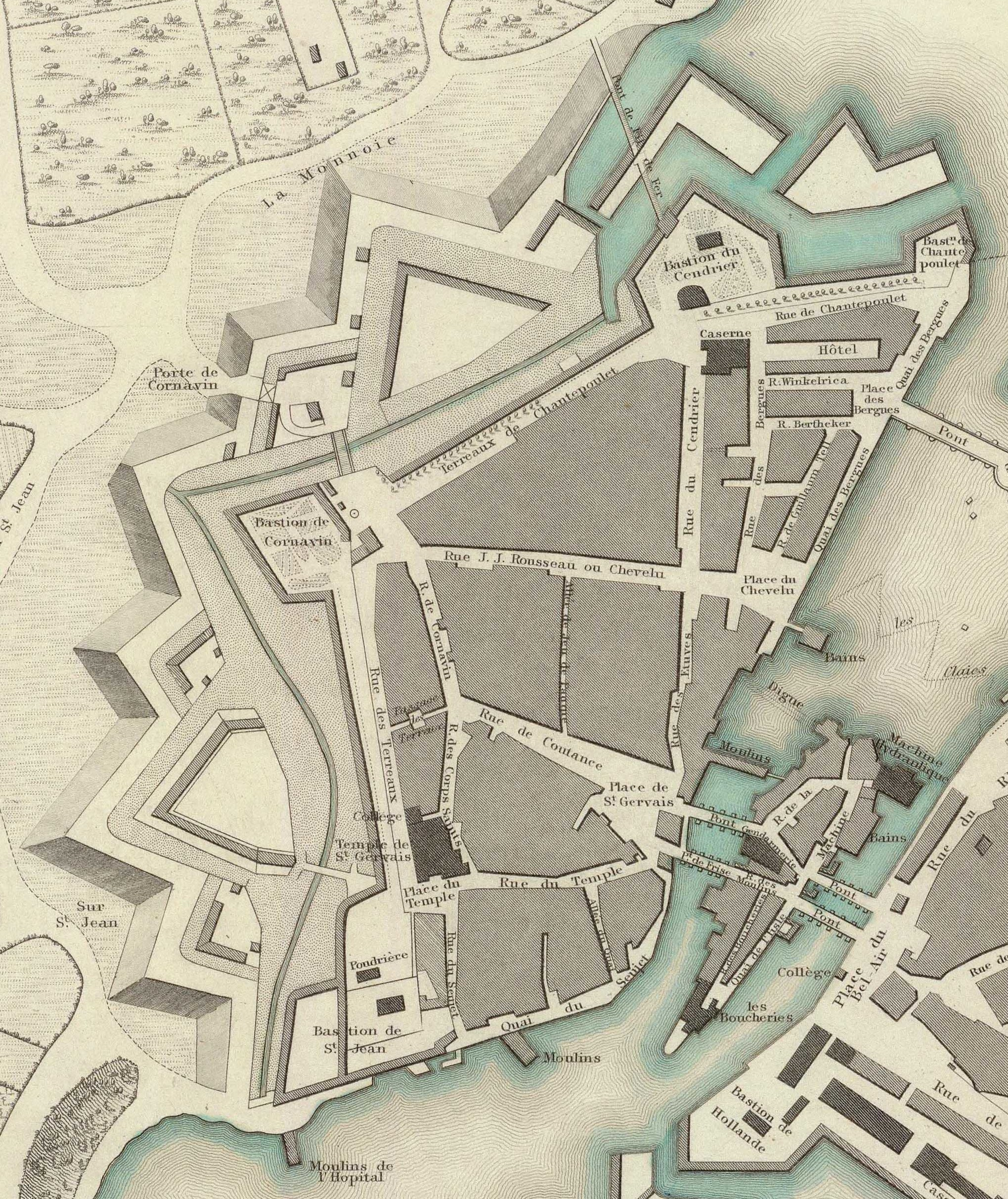
Plan du quartier Saint-Gervais en 1841.

- Rue des Corps-Saints
- Rue de Coutance
- Rue des Étuves
- Rue des Terreaux-du-Temple
- Quai des Bergues
- Quai du Seujet
- Place du Chevelu
- Place de Saint-Gervais
- Ponts de l'Île
- Jeu de paume

#### XIXesiècleetXXesiècle
- Rue de Chantepoulet
- Rue du Mont-Blanc
- Rue Lissignol
- Boulevard James-Fazy
- Place des Vingt-deux-Cantons
- Place Grenus
- Rue de-Grenus
- Rue Vallin
- Pont de la Machine

### Édifices religieux

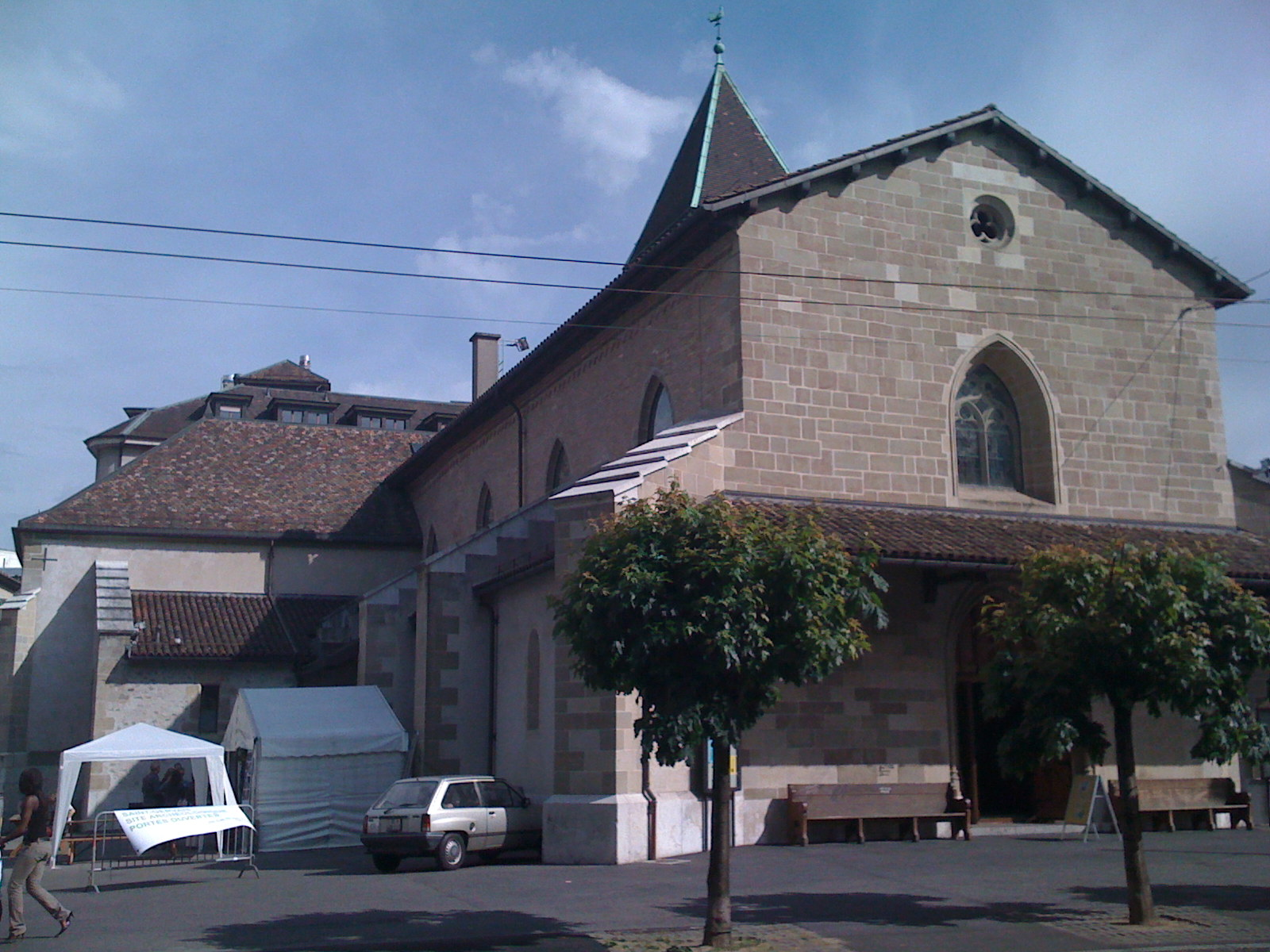
Temple de Saint-Gervais

- Temple de Saint-GervaisTemple de Saint-Gervais (ancienne église)

- Basilique Notre-Dame, 1852 à 1857
- Église anglicane (Holy Trinity Church), 1853

### Édifices publics
- Ancienne école ménagère

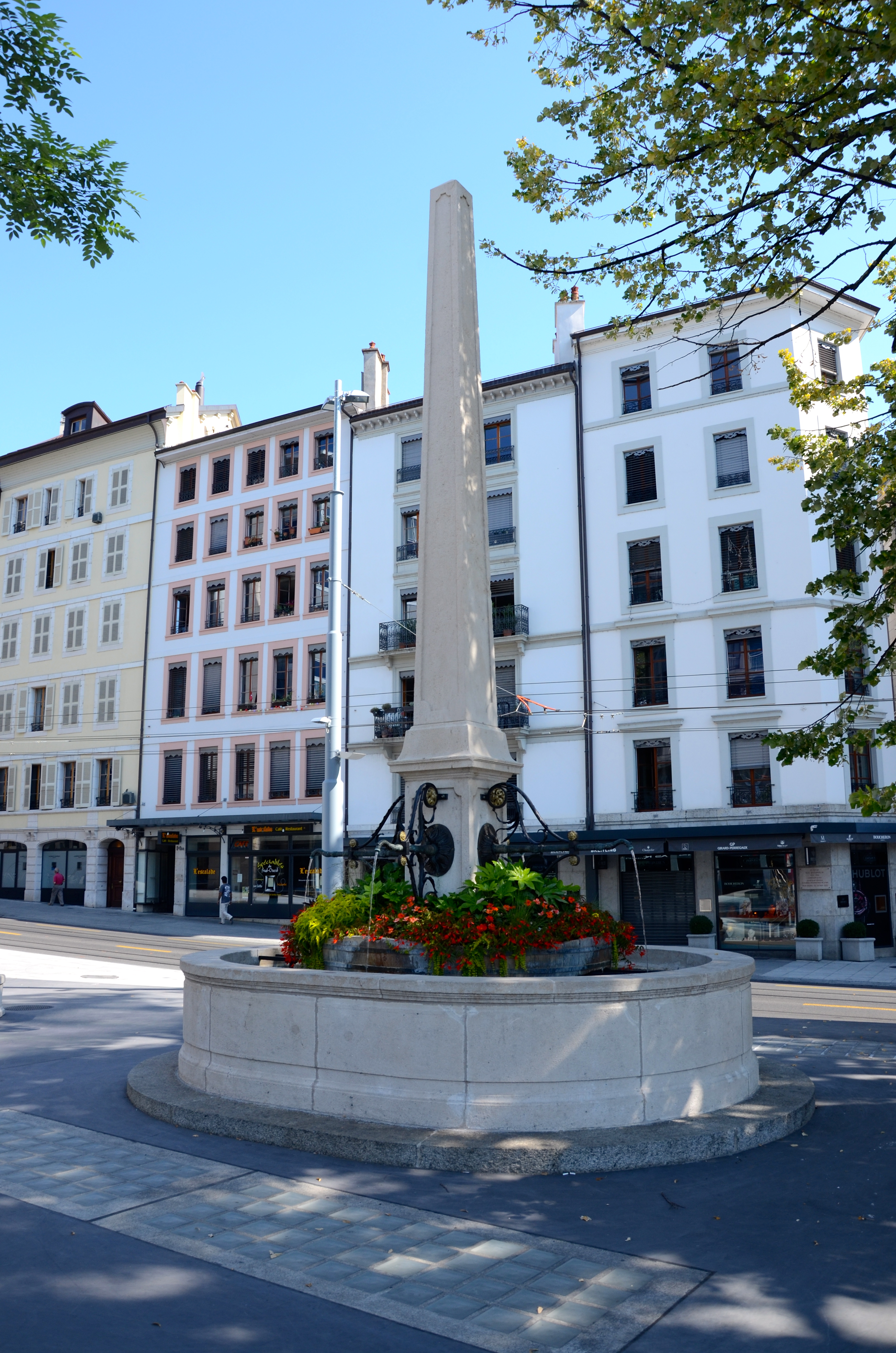
Fontaine de Saint-Gervais

- Gare de Genève-Cornavin, principale gare de la ville et du canton
- Haute École d'art et de design Genève (HEAD)
- Hôtel des postes de Genève
- Porte de Cornavin (démolie)
- Théâtre Saint-Gervais

### Espaces verts
- Square du Mont-Blanc